# Olle Anderberg
Olle Henrik Martin Anderberg est un lutteur suédois né le 13 septembre 1919 à Asmundtorp et mort le 26 septembre 2003 à Linköping.

## Palmarès

### Jeux olympiques
- Médaille d'or en lutte libre dans la catégorie des moins de 67 kg en 1952 à Helsinki
- Médaille d'argent en lutte gréco-romaine dans la catégorie des moins de 62 kg en 1948 à Londres

### Championnats du monde
- Médaille d'or en lutte gréco-romaine dans la catégorie des moins de 62 kg en 1953 à Naples
- Médaille d'or en lutte libre dans la catégorie des moins de 67 kg en 1951 à Helsinki
- Médaille d'or en lutte gréco-romaine dans la catégorie des moins de 62 kg en 1950 à Stockholm
- Médaille d'argent en lutte libre dans la catégorie des moins de 67 kg en 1954 à Tokyo

### Championnats d'Europe
- Médaille d'or en lutte libre dans la catégorie des moins de 62 kg en 1949 à Istanbul
- Médaille d'or en lutte gréco-romaine dans la catégorie des moins de 62 kg en 1947 à Prague
- Médaille d'argent en lutte libre dans la catégorie des moins de 62 kg en 1946 à Stockholm